# Пекелис, Виктор Давыдович
Виктор Давыдович Пекелис (1921—1997) — советский и российский писатель, публицист, популяризатор науки.

## Биография
Участник Великой Отечественной войны — рядовой, затем старшина роты, командир взвода, роты, начальник штаба мотоциклетного разведбата, замначштаба полка, мехбригады. Четыре раза ранен, дважды контужен. Гвардии капитан.
Окончил Военную академию бронетанковых и механизированных войск (1946). Инвалид войны. Член Союза писателей СССР (1974).
В 1962—1986 годах — член редколлегии журнала «Техника — молодёжи».
Похоронен на Богородском кладбище.

## Награды
- орден Красного Знамени
- орден Отечественной войны I степени (дважды)

## Премии
- трижды лауреат Всесоюзных конкурсов на лучшее произведение о науке и технике (1971, 1973, 1986).